# Australasian Championships 1913
Die 9. Australasian Championships waren ein Tennis-Rasenplatzturnier der Klasse Grand Slam, das von der ILTF veranstaltet wurde. Es fand vom 11. bis 15. November 1913 in Perth, Australien statt.
Titelverteidiger waren im Einzel James Parke und im Doppel Charles Dixon und James Cecil Parke.